# Зелений Гай (Іванівська селищна громада)
Зелений Гай — село в Україні, в Іванівському районі Херсонської області. Населення становить 76 осіб. 24 лютого 2022 року село тимчасово окуповане російськими військами під час російсько-української війни.

## Населення
Згідно з переписом УРСР 1989 року чисельність наявного населення села становила 65 осіб, з яких 30 чоловіків та 35 жінок.
За переписом населення України 2001 року в селі мешкало 76 осіб.

### Мова
Розподіл населення за рідною мовою за даними перепису 2001 року:
| Мова       | Відсоток |
| ---------- | -------- |
| українська | 71,05 %  |
| вірменська | 7,89 %   |
| російська  | 2,63 %   |
| інші       | 18,43 %  |